# Kostjantyn Rybaroek
Kostjantyn Rybaroek (Oekraïens: Костянтин Рибарук) (30 augustus 1994) is een Oekraïens voormalig wielrenner.

## Carrière
In juni 2016 werd Rybaroek zesde in de Hets Hatsafon, een Israëlische eendagswedstrijd. Later die maand werd hij, achter Mark Padoen, tweede op het nationale kampioenschap tijdrijden voor beloften.
In 2017 eindigde Rybaroek op plek 53 in de tijdrit op het wereldkampioenschap. Vier dagen later reed hij de wegwedstrijd niet uit.

## Resultaten in voornaamste wedstrijden
|      | \| Jaar \| \| WK op de weg \| \| ---- \| \| ------------ \| \| 2017 \| \| opgave \| |              |
| Jaar |                                                                                     | WK op de weg |
| 2017 |                                                                                     | opgave       |